# Brechmorhoga praedatrix
Brechmorhoga praedatrix е вид водно конче от семейство Libellulidae. Видът не е застрашен от изчезване.

## Разпространение
Разпространен е в Аржентина, Бразилия, Венецуела, Гвиана и Френска Гвиана.